# Joseph-Éloi Fontaine
Pour l’article homonyme, voir Fontaine.
Joseph-Éloi Fontaine, né le 14 septembre 1865 à Belœil et mort le 11 juin 1930 à Ottawa, est un médecin et homme politique canadien.

## Biographie
Né à Beloeil dans la région de la Montérégie, il étudia à Marieville. Il entama sa carrière politique en servant comme échevin et maire de la ville de Hull respectivement de 1904 à 1908 et de 1909 à 1910. Il servit également comme président de la Chambre de commerce et du Commission médical de l'hôpital de Hull.
Élu député des Libéraux de Laurier dans la circonscription fédérale de Hull en 1917, il fut réélu à titre de membre du Parti libéral du Canada en 1921, 1925 et en 1926. Il mourut peu de temps avant les élections de 1930.